# Adira obscurocincta
Adira obscurocincta is een keversoort uit de familie lieveheersbeestjes (Coccinellidae). De wetenschappelijke naam van de soort is, als Coccinella obscurocincta, voor het eerst geldig gepubliceerd in 1829 door Johann Christoph Friedrich Klug. De soort werd ook wel in het geslacht Dira Gistel, 1848 geplaatst, maar die naam was een junior homoniem van Dira Hübner, 1819.